# 瓜达莱斯特
瓜达莱斯特，是西班牙巴伦西亚自治区阿利坎特省的一个市镇。总面积16km2，总人口180人（2001年），人口密度11人/km2。